# El fin de la infancia (miniserie)
El fin de la infancia (Childhood´s End) es una miniserie de ciencia ficción basada en la novela homónima de Arthur C. Clarke.
Se emitió a finales de 2015 en Syfy y contó con tres capítulos, dirigidos por Nick Hurran y guionizados por Matthew Graham.

## Argumento
En un futuro distante, entre ruinas, un hombre joven está grabando un video gracias a una esfera metálica que vuela alrededor de él. Se presenta como Milo Rodericks, un astrofísico y el último de los hombres.
La historia comienza años atrás, cuando los Amos invadieron pacíficamente la Tierra. Hicieron descender suavemente todos los vehículos aéreos y sus naves aparecieron en los cielos. No se presentaron físicamente, sino que a cada persona o grupo de personas les enviaron una proyección de sus seres queridos fallecidos para dar el mensaje de Karellen, el supervisor de la Tierra. Su mensaje era que no debían temerlos, que habían ido a la Tierra a ayudarlos a evolucionar en paz.
Todos los conflictos y guerras cesaron con la llegada de los Amos y proporcionaron los avances necesarios para erradicar cualquier enfermedad. Sin embargo no se dejaban ver, ni siquiera ante Ricky Stormgren, al que Karellen elige personalmente como interlocutor y representante ante el mundo.
Quince años después, cuando la humanidad está viviendo ya una época dorada sin contaminación, guerras, hambruna ni enfermedades, los Amos dan a conocer su aspecto físico. Su forma es idéntica a la imagen típica de demonios: De piel roja, con cuernos, alas y cola. Esto causa un gran impacto al principio, pero enseguida todos aceptan el aspecto de sus salvadores.
Milo Rodericks es de los pocos que duda de los Amos debido a la cantidad de información que les ocultan y al paternalismo extremo. Su mayor ambición es conseguir ir al planeta de los Amos y recabar todos los datos que pueda sobre ellos.
Las últimas generaciones de niños empiezan a manifestar comportamientos extraños y algunos poderes psíquicos y telequinesis. Los Amos indican que esto se debe a que se está completando la evolución, por lo que la mayoría de padres lo acepta con normalidad. Los Greggsons sin embargo están verdaderamente preocupados por su hijo, que adivina que su madre está embarazada y que su hermana se llamará Jennifer.
Pocos años después, Milo consigue colarse en una de las naves que criogenizan animales para llevarlos al planeta de los Amos mientras que los niños de todo el mundo comienzan a decir el nombre de Jennifer y a elevarse hacia el cielo, desapareciendo.
Karellen informa a Ricky y al resto de humanos que ya no habrá más niños, que ellos son los últimos humanos y que debían aprovechar lo que les quedaba de vida para disfrutar de la existencia, lo que deja a todos totalmente vacíos e impotentes. Karellen se disculpa, señalando que solo cumplen órdenes y que no es el primer planeta que supervisan. 
Milo despierta en la nave y es sorprendido por uno de los Amos, que procura tratarlo con amabilidad. Le informa de que han pasado cuarenta años desde que dejaron la Tierra y que acaban de llegar a su planeta natal, un planeta volcánico. También le cuenta que ellos solos son los siervos de Mente Suprema, una entidad cósmica que organiza todo el universo. Milo le pide hablar con ella y el Amo accede, diciéndole que solo tiene que concentrarse. Milo entonces enlaza psíquicamente con Mente Suprema, que le cuenta que el fin de todas las razas es desaparecer para formar parte de ella, pero que en su caso, solo los niños podían adquirir esa capacidad.
Desalentado y derrotado, Milo le pide a los Amos que lo devuelvan a la Tierra aunque vayan a pasar otros cuarenta años y probablemente ya no quede nadie.
Cuatro décadas después, Milo despierta de nuevo en la nave, pero esta vez está también Karellen, que le ofrece vivir el resto de sus días con ellos puesto que están absorbiendo toda la energía de la Tierra y pronto explotará. También le explica que ellos no consiguieron evolucionar y llevan siglos a las órdenes de Mente Suprema, supervisando planetas. Su mayor deseo sería saber cómo evolucionar y trascender, dejando así su difícil y dura tarea.
Milo rechaza la invitación de Karellen y como muestra de agradecimiento por su cortesía se presta para darles testimonio de lo que ocurra en la superficie del planeta mientras se consume, por si eso les pudiera ayudar a trascender. 
Volvemos entonces a la escena inicial donde Milo se presenta. A continuación percibe un ruido y camina hasta que ve en una colina a Jennifer que parece estar canalizando toda la energía de la Tierra, que empieza a quebrarse. Milo relata todo a Karellen y cuando siente que él también va a ser absorbido, le pide a Karellen que conserve algo de la humanidad. Karellen accede y cuando la Tierra explosiona, deja una canción sonando eternamente en el lugar que ocupaba.

## Reparto
Personajes principales:
- Mike Vogel: Ricky Stormgren
- Daisy Betts: Ellie Stormgren
- Osy Ikhile: Milo Rodericks
- Yael Stone: Peretta Jones
- Georgina Haig: Annabelle Stormgren
- Charles Dance: Karellen

## Temporadas y capítulos
- Única temporada[4]

1. Los Amos
2. Los impostores
3. Los niños